# 12766 Пашен
12766 Пашен (12766 Paschen) — астероїд головного поясу, відкритий 9 листопада 1993 року.
Тіссеранів параметр щодо Юпітера — 3,217.
Астероїд отримав ім'я на честь німецького фізика Фрідріха Пашена (1865-1947), відомого своїми науковими роботами в галузі атомної спектроскопії і квантової теорії випромінювання.